# Luisa Levi
Luisa Levi (Torino, 4 gennaio 1898 – Torino, 16 dicembre 1983) è stata un medico italiano, neuropsichiatra infantile, studiosa di problemi inerenti alla sessualità infantile.
È ricordata principalmente per essere stata il primo medico italiano a pubblicare un lavoro sull'educazione sessuale dal titolo: "L'educazione sessuale: orientamenti per i genitori". Scopo del libro è aiutare i genitori a dare un sano indirizzo alla vita sessuale dei loro figli, evitando errori comuni dovuti a pregiudizi e terrori riguardanti il sesso.
L'introduzione di questo volume recita:
( Luisa Levi, L'educazione sessuale: orientamenti per i genitori, 1962,  p. 10.)

## Biografia
Luisa Levi nasce a Torino il 4 gennaio 1898 da Ercole Raffaele e Annetta Treves, una famiglia ebraica. È lo zio materno Marco Treves, psichiatra e fratello del noto Claudio Treves, a suscitare in lei il desiderio di diventare medico. Così, dopo aver frequentato a Torino il liceo "Vittorio Alfieri", si iscrive nel 1914 alla facoltà di medicina presso l'università degli studi di Torino.

### Carlo Levi su sua sorella
A comprendere il carattere e la personalità di Luisa Levi aiuta questa descrizione del celebre fratello Carlo Levi: 
( Carlo Levi, Cristo si è fermato a Eboli, 1945,  pp. 70-79.)

### Gli anni dell'università
Nel suo primo anno di corso stringe amicizia con Marie Coda, l'unica altra donna frequentante. In alcune pagine autobiografiche inedite la psichiatra descrive così l'atmosfera presente tra i colleghi:
(Luisa Levi)
Frequenta nel corso degli studi il laboratorio di anatomia e istologia normale e di clinica medica rispettivamente presso gli studi di Romeo Fusari e di Camillo Bozzolo e Ferdinando Micheli. Ottiene i premi "Pacchiotti" e "Sperino" per le massime votazioni conseguite negli esami speciali e nella discussione della tesi: " Sopra un caso di endocardite lenta" con cui si laurea l'8 luglio 1920, conseguendo il massimo dei voti e la lode. 
Durante la prima guerra mondiale è infermiera volontaria presso l'Ospedale territoriale della Croce rossa italiana di Torino e presta servizio come aspirante ufficiale medica nel laboratorio psico-fisiologico dell'aviazione, diretto da Amedeo Herlitzka.

### Vita lavorativa
Dopo alcuni anni da assistente presso diverse cliniche, nel 1928 lavora in qualità di medico per le malattie nervose dei bambini presso l'ospedale pediatrico Koelliker di Torino, dando inizio alla sua carriera di neuropsichiatra infantile. Nel 1927 si reca a Parigi per perfezionarsi in malattie mentali e in malattie nervose.
Sebbene la sua formazione sia stata ricca di riconoscimenti e nonostante l'ottima preparazione, incontra difficoltà ad essere assunta nelle diverse cliniche psichiatriche dove, in caso di pari merito, vengono sempre assunti i suoi colleghi maschi. Ella stessa descrive queste esperienze nella sua autobiografia inedita:
(Luisa Levi)
Finalmente, nel 1928 vince un posto, dedicato a sole donne, bandito dai Manicomi centrali veneti per la colonia medico-pedagogica di Marocco di Mogliano fondata da Corrado Tumiati. Negli anni seguenti pubblica diversi articoli sulla mente dei bambini "anormali" e sulla loro rieducazione. Ad appena un anno dall'assunzione, il direttore amministrativo dell'ospedale la induce a dare le dimissioni. Scontratasi con la rozzezza e l'inadeguatezza dei trattamenti al Ricovero provinciale di Pianezza perché orgogliosa dei suoi moderni studi parigini, riesce, nel 1932 ad essere accettata nella Casa di Grugliasco. Resta in questo ospedale fino all'emanazione delle leggi razziali. A questo punto, apre a sue spese uno studio medico-pedagogico privato che sarà costretta a chiudere nel 1939 per mancanza di allievi e pazienti.
Durante la seconda guerra mondiale, privata del lavoro, si ritira nella campagna di Alassio, di proprietà dei genitori dove si dedica a lavori agricoli. Dopo l'8 settembre 1943, perso il padre, si rifugia con la madre a Torrazzo Biellese vivendo sotto falso nome. Qui, grazie al comitato femminile di Ivrea, collabora attivamente come medico della 76ª Brigata Garibaldi.

### Impegno politico e ultimi anni
Nel secondo dopoguerra continua nel suo impegno scientifico e politico, entra in Unità popolare e, dopo il 1953, si iscrive alla sezione del PSI "Matteotti" di Torino. È membro attivo dell'UDI ed iscritta alla Camera confederale del lavoro di Torino dal 1945. Nel 1962 pubblica "Educazione sessuale: orientamenti per i genitori", frutto di anni di osservazioni cliniche e di una vita trascorsa fra giovani sani o ammalati.
Continua inoltre a dedicarsi alla neuropsichiatria infantile, avendo conseguito la libera docenza con tesi su "Infanzia anormale" nel 1955.
Dirige il reparto Medico-Pedagogico di Villa Azzurra a Grugliasco, trasformato poi in reparto aperto per il ricovero dei minori fino a 14 anni, sino al 1964, quando è sostituita dal Prof. Giorgio Coda, condannato poi nel 1974 per abuso dei mezzi di contenzione.
Successivamente ottiene la direzione dell'Ospedale Psichiatrico di Grugliasco sino al 1968, data del pensionamento.      
Muore a Torino nel dicembre del 1983.

## Scritti
- Sugli emispasmi facciali di origine nervosa periferica, «Pensiero medico», sett. 1922
- Sopra un caso di parkinsonismo encefalitico con disturbi mentali, «Pensiero medico», sp. 1923
- Observations et considérations sur le pathogénie des hemispasmes faciaux d'origine nerveuse périphérique, «Presse Médicale», aug. 9, 1924
- Paralisi facciale periferica e fenomeno di C. Bell, «Minerva Medica», 10 ag. 1925
- Una nuova sindrome sensitiva-microestesia e macroestesia, «Minerva Medica», dic. 1925
- Un caso di tumore cerebrale con sindrome clinica encefalite letargica (in collaborazione col dott. Goria), Congresso della Soc. Italiana di Neurologia, aprile 1926, Torino
- Sull'eccitabilità elettrica dell'apparato nervoso vestibolare, Congresso Soc. Ital. Di Neurologia, aprile 1926, Torino
- Observations sur des anomalies du vertige volteique, «Révue Neurologique», luglio 1927
- Sulla decadenza etica dei fanciulli da encefalite epidemica, «Quaderni di psichiatria», 1928, n. 5-6
- Eredità e ambiente come determinanti delle malattie mentali – Assistenza ai figli dei malati di mente, «Minerva medica», 26-5-1928
- Eugenica e malattie nervose, «Rivista di clinica e igiene infantile», 15 novembre 1928
- Esperimenti pedagogici sui ragazzi anormali della colonia medicopedagogica di Marocco, VII Convegno di Psicologia sperimentale, Torino, 1929 in «Infanzia anormale», 1929
- Relazione sull'andamento della Colonia medico-pedagogica di Marocco nell'anno 1929-1930, Tipografia dei manicomi di Venezia, 1930
- Impulso a mordere e psiconeurosi nell'infanzia, «Archivio di antropologia criminale», luglio 1930
- Sul decorso e la prognosi della encefalite epidemica nei ragazzi, «Quaderni di psichiatria», 1930, n. 5-6
- Come si può interpretare il concetto di educabilità nei fanciulli frenastenici, II Convegno medico-pedagogico nazionale, Milano, 1930, in «Infanzia anormale», 1930
- Osservazioni sui rapporti fra accessi epilettici e malattie intercorrenti, «Giornale di psichiatria clinica e tecnica», 1931
- La sorveglianza medica sull'educazione dei fanciulli, «Igiene mentale», settembre, 1932
- Sulle deviazioni del senso della propria personalità, «Archivio di Antropologia Criminale e Medicina Legale», luglio 1932
- Piccolo figurinaio, «Pedagogia Familiare», giugno 1932
- Azione contrariante e negativismo, «Rassegna di studi psichiatrici», marzo 1933
- Eretismo psichico infantile e sviluppo precoce della vita sessuale, «La pediatria del medico pratico», 1934, n.3
- Dei rapporti fra adenoismo e disturbi mentali nell'infanzia (in collaborazione con la Dott. Gavarino), «La pediatria del medico pratico», 1935, n.3
- Delirio di immaginazione e mitomania, «Rassegna di Studi Psichiatrici», gen 1935
- Un caso di equivalente epilettico protratto, «Giornale della Regia Accademia di Medicina di Torino», 20 dic. 1935
- L'educazione degli anormali psichici dal punto di vista sociale, «La pediatria del medico pratico», 1937
- Sull'importanza dell'eredità nella patogenesi delle anormalità psichiche infantili, in Scritti medici in onore del Professor G. Allaria, Torino, 1938
- Teorie ereditarie e psicopatie, «Atti del Congresso di Eugenetica«», Genova 1938
- Corso di neuropsichiatria infantile: Scuola di pedagogia ortofrenica, Torino, Ufficio dispense, 1947
- L'educazione sessuale: orientamenti per i genitori, Editori Riuniti, 1962
- La carriera di una donna, inedito autobiografico, 1978